# 이광수 (1873년)
이광수(李光秀, 1873년 ~ 1953년)는 대한제국의 문신, 정치인이자 일제강점기의 독립운동가이다. 조선 왕족의 후손으로 자(字)는 미중(美中), 호는 옥산(玉山), 양녕대군의 17대손이며 추성수(秋城守) 이서(李緖)의 14대손이다. 본관은 전주이다.

## 생애
1900년(광무 4)에 관직에 제수되고 가자(加資)를 받아 통훈대부 당하관 정3품에 올랐다. 1905년 을사보호조약이 체결되자 그는 을사조약 체결을 보고 의분을 참지 못하여 동지를 규합하고 활 잘 쏘는 사람 수십 명을 모집하여 대궐 근처에 숨어 있다가 5적(박제순, 이지용, 이근택, 이완용, 권중현)을 대궐 문밖에서 쏘아 죽이려 하였으나 5적 중 권중현(權重顯)을 쏘다가 놓쳐버려 실패하고 왜군에 붙잡혀 진도로 정배되어 1년 후에 풀려났다.
1919년 3·1 운동 때에도 참가했으며 그와 함께 가담했던 동지인 양한묵(梁漢默)은 감옥에서 죽었다. 조선총독부는 그에게 사람을 보내 회유하는 한편 전라도 관찰사를 제수토록 하였으나 친일파와는 같이 일할 수 없다 하여 거절하였다.
그 뒤 고종 태황제와 순종 융희황제의 인산에 차비관(差備官)을 지냈다.

## 같이 보기
- 을사조약
- 을사오적
- 정미칠적
- 3·1 운동
- 이광수
- 권중현